# Михайлівка (Казанківська селищна громада)
Миха́йлівка — село в Україні, у Казанківській селищній громаді Баштанського району Миколаївської області. Населення становить 593 особи.

## Населення

### Мова
Розподіл населення за рідною мовою за даними перепису 2001 року:
| Мова            | Кількість | Відсоток |
| --------------- | --------- | -------- |
| українська      | 542       | 91.40%   |
| російська       | 38        | 6.41%    |
| білоруська      | 7         | 1.18%    |
| вірменська      | 3         | 0.51%    |
| румунська       | 2         | 0.34%    |
| інші/не вказали | 1         | 0.16%    |
| Усього          | 593       | 100%     |